# Amoraici
Amoraici (hebr. i aram. אמוראים, amoraim; ci, którzy mówią) – uczeni żydowscy działający w Babilonii i Palestynie od około III wieku, kontynuujący prace tannaitów dotyczące komentowania i wyjaśniania Biblii hebrajskiej, przede wszystkim Tory i Miszny. Owocem ich pracy były Talmud Babiloński (ukończony w VI wieku) i Jerozolimski (ukońzony w V wieku).